# Герой (пьеса)
«Герой» (др.-греч. Ἥρως) — комедия древнегреческого драматурга Менандра (IV—III века до н. э.), сохранившаяся фрагментарно благодаря найденному в Египте папирусному кодексу V века. В нём содержатся первая сцена и отрывок 4-го или 5-го действия; кроме того, сохранились позднеантичный пересказ содержания пьесы и список действующих лиц в порядке их появления на сцене. О времени написания и постановки «Героя» ничего не известно.
Герои пьесы — супруги Лахет и Миррина, а также близнецы Горгий и Планго, которых Миррина родила когда-то от неизвестного насильника. Горгий и Планго пришли к Лахету, чтобы отработать долг своего приёмного отца. Дальнейший сюжет, о котором мало что известно, был связан с замужеством Планго. Предположительно в финале близнецы должны были по каким-то особым приметам найти отца.